# Greg Knight (homme politique)
Gregory Knight (né le 4 avril 1949) est un homme politique conservateur, auteur et musicien britannique . 

## Éducation et vie professionnelle
Né à Blaby, Leicestershire, Knight fait ses études à la Alderman Newton's Grammar School, Leicester, et au College of Law Guildford, se qualifiant comme avocat en 1973. 

## Carrière politique
Knight est conseiller municipal de Leicester pour Castle Ward et conseiller du comté de Leicestershire pour la division d'Evington de 1976 à 1981. 
Il est député de Derby North de 1983 à 1997, date à laquelle il perd son siège. Il revient à la Chambre des communes en 2001 comme député de l'East Yorkshire, jusqu'en 2024. 
En tant que député d'arrière-ban, dans les années 1980, il réussit à faire modifier la loi sur les licences en Angleterre et au Pays de Galles en doublant le "temps de consommation" dans les locaux sous licence de dix à vingt minutes.   
Il est whip en chef adjoint sous John Major entre 1993 et 1996 et ministre d'État à l'Industrie au ministère du Commerce et de l'Industrie de 1996 jusqu'à la défaite des conservateurs aux élections de 1997. Il est nommé conseiller privé en 1995. 
Il sert sous Michael Howard comme ministre fantôme de l'Environnement et des Transports jusqu'en 2005. Au cours de la législature 2005-2010, il est président du Comité de la procédure de la Chambre des communes et de plusieurs autres comités spéciaux de la Chambre des communes: le Comité de liaison, le Comité d' administration, le Comité sur la modernisation de la Chambre et le Comité des normes et des privilèges. Il est réélu sans opposition à la présidence du Comité de la procédure en 2010. 
Il réussit à faire adopter deux de ses projets de loi d'initiative parlementaire. En 2011, la loi de 2011 sur les successions des personnes décédées (règle de confiscation et droit des successions), un projet de loi visant à rendre la répartition des successions plus équitable . 
Il rejoint le gouvernement en septembre 2012 en tant que whip principal et vice-chambellan de la Maison royale, poste qu'il occupe jusqu'en octobre 2013. 
En 2018, il présente son deuxième projet de loi sur le stationnement (code de pratique), qui charge le gouvernement d'introduire un code de pratique statutaire pour les exploitants de parkings privés, afin d'exiger la transparence et les bonnes pratiques. Le projet de loi est adopté par le Parlement et est devenu une loi en mars 2019. 
Knight soutient fermement la modification de l'interdiction de fumer dans les pubs. Il est eurosceptique et en faveur de la sortie de la Grande-Bretagne de l'UE.   
Il est secrétaire du British American Parliament Group, l'un des groupes multipartites les plus importants et les plus actifs de Westminster. Passionné d'automobile, il critique les initiatives considérées comme «anti-voitures», telles que la tarification de la congestion, les programmes de piétonisation, les dos d'âne et certaines propositions de «park and ride». Il est président du groupe multipartite sur les véhicules historiques parlementaires et a appelé avec succès le gouvernement à exempter les véhicules historiques des tests MOT .

## Vie privée
Knight est un passionné de voitures classiques et possède un certain nombre de voitures anciennes. 
Il joue de la batterie et est membre fondateur de MP4 - le seul groupe de rock parlementaire au monde. Les autres sont les collègues députés Kevin Brennan et Pete Wishart et l'ancien député Ian Cawsey. 
Knight a soutenu plusieurs autres artistes à la batterie dans des spectacles en direct, notamment George McCrae ("Rock Your Baby") et Feargal Sharkey ("Teenage Kicks") et, en studio, il a joué de la batterie en soutenant KT Tunstall, Steve Harley, Ricky Wilson et David Gray sur le single de charité "You Can't Always Get What You Want" sorti en décembre 2016 par Chrysalis Records.  
Il a écrit six livres, principalement sur le thème des plaisanteries et des insultes politiques. 

## Publications
- Westminster Words (1988), publié par Buchan et Enright
- Honorable Insults (1990), publié par Robson Books
- Parliament Sauce (1993), publié par Robson Books
- Insultes très honorables (1998), publié par Chrysalis Books
- Naughty Graffiti (2005), publié par Anova Books
- Dishonor Insults (2011), publié par The Robson Press  (ISBN 9781849541619)